# Nelson Sullivan
Nelson Sullivan (15 mars 1948, Comté de Kershaw, Caroline du Sud - New York, 4 juillet 1989) est un artiste vidéo de New York dont l'œuvre se situe dans les années 1980. Il est omniprésent sur la scène du centre-ville, notamment la communauté homosexuelle, durant cette décennie.

## Biographie
Sullivan naît à Kershaw (Caroline du Sud) en 1948 dans une famille issue de la classe moyenne supérieure. Enfant, il reçoit des leçons de musique et rêve d'être pianiste classique. Après ses études au collège de Davidson en Caroline du Nord, en 1970 il arrive à New York, après les émeutes de Stonewall, comme de nombreux jeunes gays. Il prend un studio à West Village et décide de poursuivre une carrière de compositeur. Le jour, il travaille à Patelson, célèbre magasin de musique classique derrière le Carnegie Hall. Durant dix ans, il déménage d'appartement en appartement pour donner de l'espace à son piano.
En 1980, il fait de son loft de la 9e Avenue le lieu de rencontre d'artistes et d'amis. La succession d'artistes, de musiciens et de performers donne à Sullivan l'idée de commencer à enregistrer sa vie en vidéo en retournant la caméra vers lui.

## Œuvre
Au début des années 1980, Nelson Sullivan considère un potentiel illimité dans les nouveaux appareils vidéos de reportage, peu coûteux sur le marché. En utilisant d'abord une caméra VHS puis 8 millimètres, il a filmé plus de 1900 heures de bande pendant sept ans, en capturant lui et ses amis dans leurs vies à Manhattan. Il enregistre tous les habitants de New York et tout ce qui l'intéresse dans l'esprit de la célébrité telle que le conçoit Andy Warhol - les performances dans les bars et les clubs de Lower East Side et Greenwich Village, des balades en campagne, un parc et des festivals de la rue, les confidences et conversations absurdes de ses amis, promenades de coucher du soleil avec son chien sur les jetées de la côte ouest alors toujours existantes et une variété de comportements curieux de la part des gens qu'il a rencontrés dans les rues de New York.
Nelson Sullivan compte parmi ses amis une variété des caractères des gens de cette ville, tels que le chanteur Joey Arias, le couturier Alexis Del Lago et l'actrice Sylvia Miles. Beaucoup d'entre eux appartient à la scène des drag queens comme la superstar RuPaul, le DJ Larry Tee, Lahoma Van Zant, Lady Bunny, Michael Musto, l'artiste Albert Crudo.
Sullivan meurt d'une crise cardiaque le 4 juillet 1989, juste trois jours après avoir quitté son travail pour produire son propre spectacle de télévision pour le câble et quelques heures après avoir réalisé cette dernière captation dans son voisinage, avec un ami d'enfance et son chien puis, chez lui avec des amies autour d'un barbecue.
Les archives vidéos de Nelson Sullivan sont actuellement conservées à Atlanta (Géorgie), par son ami d'enfance, Dick Richards. Décédé en 2018, Dick Richard était le propriétaire de la chaîne YouTube, 5ninthavenueproject où il publiait des vidéos montées à partir des 1900 heures d'archives des captations faites par Sullivan.